# Euchrysops areana
Euchrysops areana är en fjärilsart som beskrevs av John Henry Leech 1890. Euchrysops areana ingår i släktet Euchrysops och familjen juvelvingar. Inga underarter finns listade i Catalogue of Life.